# Vodranty
Vodranty (německy Wodrant, Rodland) jsou obec v okrese Kutná Hora ve Středočeském kraji. Žije zde 75 obyvatel. Ve vzdálenosti pět kilometrů severovýchodně leží město Čáslav, osm kilometrů severozápadně město Kutná Hora, osmnáct kilometrů severozápadně město Kolín a 23 kilometrů severovýchodně město Přelouč. Při východním okraji obce protéká řeka Klejnárka.

## Historie
První písemná zmínka o vesnici pochází z roku 1738.

## Obyvatelstvo
| Rok            | 1869 | 1880 | 1890 | 1900 | 1910 | 1921 | 1930 | 1950 | 1961 | 1970 | 1980 | 1991 | 2001 | 2011 | 2021 |
| -------------- | ---- | ---- | ---- | ---- | ---- | ---- | ---- | ---- | ---- | ---- | ---- | ---- | ---- | ---- | ---- |
| Počet obyvatel | 218  | 205  | 228  | 227  | 197  | 200  | 171  | 160  | 153  | 137  | 128  | 99   | 79   | 75   | 81   |
| Počet domů     | 34   | 34   | 35   | 35   | 35   | 37   | 40   | 43   | 43   | 44   | 38   | 38   | 47   | 47   | 46   |

## Obecní správa

### Územněsprávní začlenění
Dějiny územněsprávního začleňování zahrnují období od roku 1850 do současnosti. V chronologickém přehledu je uvedena územně administrativní příslušnost obce (osady) v roce, kdy ke změně došlo:
- do 1849 země česká, kraj Čáslav
- 1850 země česká, kraj Pardubice, politický okres Kutná Hora, soudní okres Čáslav[7]
- 1855 země česká, kraj Čáslav, soudní okres Čáslav
- 1868 země česká, politický i soudní okres Čáslav
- 1939 země česká, Oberlandrat Kolín, politický i soudní okres Čáslav[8]
- 1942 země česká, Oberlandrat Praha, politický i soudní okres Čáslav[9]
- 1945 země česká, správní i soudní okres Čáslav[10]
- 1949 Pardubický kraj, okres Čáslav[11]
- 1960 Středočeský kraj, okres Kutná Hora, obec Krchleby[12]
- k 24. listopadu 1990 Středočeský kraj, okres Kutná Hora[12]
- 2003 Středočeský kraj, obec s rozšířenou působností Čáslav

### Obecní symboly
Znak a vlajka byly obci uděleny rozhodnutím předsedy Poslanecké sněmovny Parlamentu České republiky dne 24. listopadu 2014.

## Doprava
Dopravní síť
- Pozemní komunikace – Do obce vedou silnice III. třídy. Ve vzdálenosti dva kilometry lze najet na silnici II/337 Uhlířské Janovice - Malešov - Čáslav - Ronov nad Doubravou.
- Železnice – Železniční trať ani stanice na území obce nejsou.

Veřejná doprava 2011
- Autobusová doprava – V obci měly zastávky příměstské autobusové linky Kutná Hora-Čáslav-Horky (v pracovní dny 2 spoje) a Čáslav-Vodranty-Petrovice I-Štipoklasy (v pracovní dny 2 spoje) (dopravce Veolia Transport Východní Čechy).